# Lumen fidei
Lumen fidei (en latín; La luz de la fe, en español) es el título de la primera encíclica del papa Francisco (y última de Benedicto XVI), firmada el 29 de junio de 2013, en la solemnidad de los apóstoles Pedro y Pablo; y que fue presentada el 5 de julio de 2013, casi cuatro meses después de su elección como papa.
La encíclica centra su tema sobre la fe; y vino a completar lo que el papa predecesor, Benedicto XVI, ya había escrito anteriormente sobre la esperanza y la caridad, las otras dos virtudes teologales, en sus respectivas encíclicas Spe salvi y Deus caritas est. Francisco asumió, de hecho, el trabajo de Benedicto XVI, quien antes de renunciar al papado ya había completado una primera redacción del texto; al que le añadió algunas aportaciones.
El texto busca presentar la fe como una luz que disipa las tinieblas e ilumina el camino del ser humano. Se divide en cuatro capítulos a los que se suma una introducción y una conclusión. En ellos se recorre la historia de la fe de la Iglesia (desde el llamado de Dios a Abraham y del pueblo de Israel, hasta la resurrección de Cristo), la relación entre razón y fe, el papel de la Iglesia en la transmisión de la fe, así como el efecto de la fe para construir sociedades en busca del bien común; concluyendo con una oración a la Virgen María, que es presentada como un modelo de fe.

## Historia de la encíclica

### Desarrollo

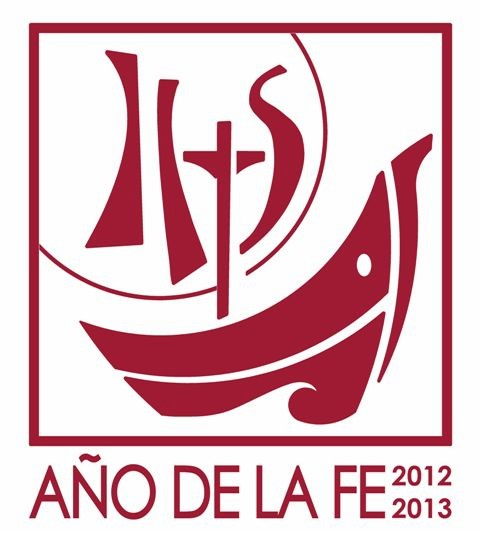
Esta encíclica fue publicada en el marco del año de la fe, convocado por su predecesor Benedicto XVI

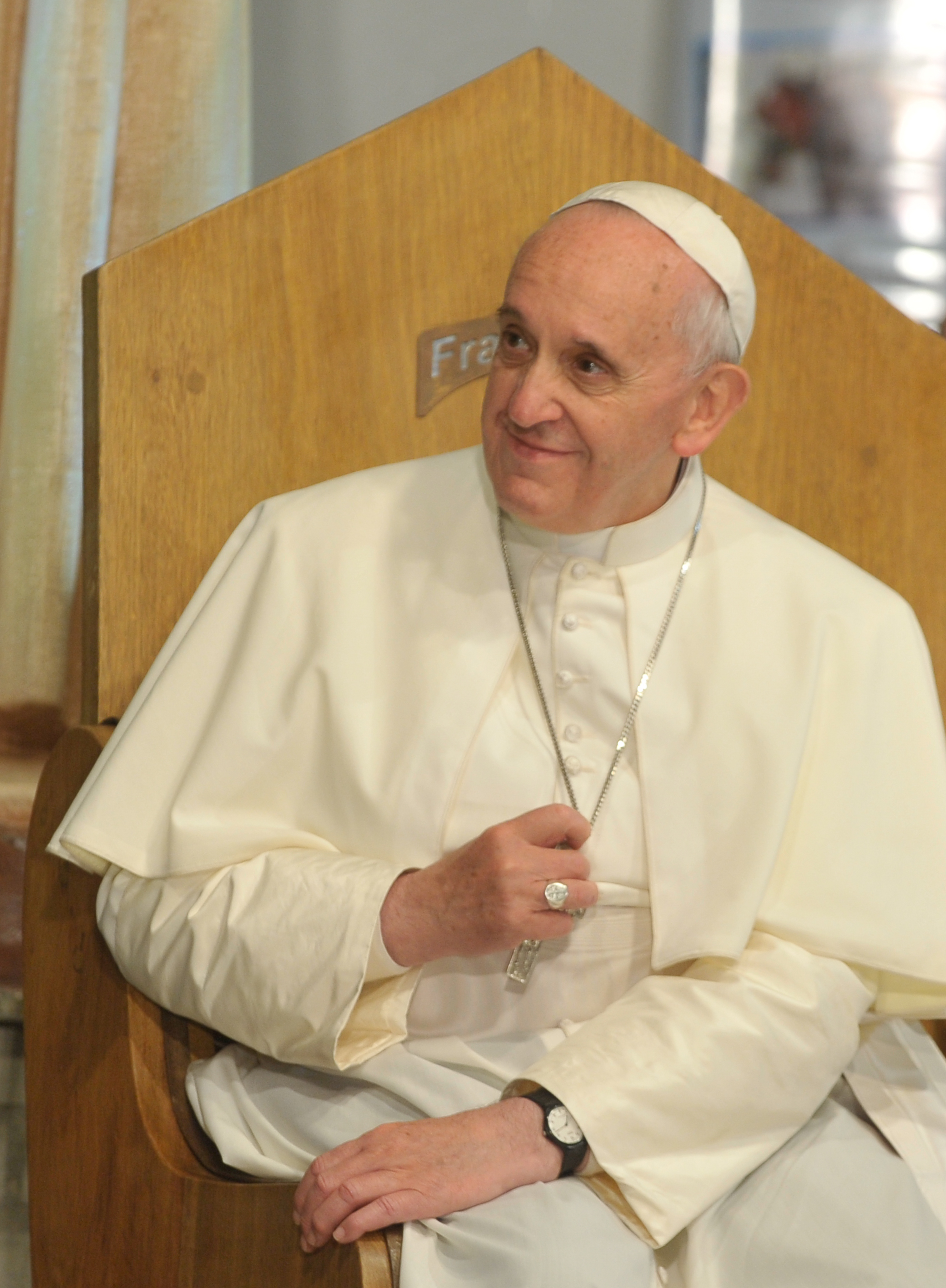
El papa Francisco durante la Jornada Mundial de la Juventud 2013, pocas semanas después de la publicación de Lumen Fidei.

En repetidas ocasiones se le había pedido a Benedicto XVI durante los últimos años de su pontificado que escribiera una encíclica sobre la fe, concluyendo así la trilogía que había iniciado con Deus caritas est sobre el amor, y Spe salvi sobre la esperanza; pudiendo terminar así con las tres virtudes teologales católicas. El papa no estaba convencido de realizar ese trabajo, aunque la insistencia hizo que Benedicto XVI la escribiese como conclusión del Año de la Fe que él mismo había convocado, cincuenta años después del Concilio Vaticano II, con la finalidad de «redescubrir los contenidos de la fe profesada, celebrada, vivida y rezada».
Sin embargo, Benedicto XVI en un gesto insólito y calificado por algunos de «revolucionario», anunció su renuncia al papado el 11 de febrero de 2013, cuatro meses después del inicio del Año de la Fe, y que se hizo efectiva el 28 de febrero del mismo año; convirtiéndose así en el primer papa en renunciar en seis siglos. Esto hizo que diese comienzo el cónclave para nombrar a su sucesor, del que salió elegido Francisco.
Francisco asumió el trabajo realizado por su antecesor, quien ya tenía prácticamente terminada una primera redacción de la encíclica, añadiendo al texto algunas aportaciones personales que, en línea con todo lo que el magisterio de la Iglesia había declarado sobre esta virtud teologal, pretendían sumarse a lo que el papa Benedicto XVI ha escrito en las encíclicas anteriores. Cabe señalar que el hecho de que un papa asuma el trabajo de su antecesor no es algo inédito; por ejemplo, el papa Pío XII empleó para la redacción de Summi Pontificatus los borradores de una encíclica anterior que había preparado su predecesor, Pío XI.
Durante la presentación de la encíclica, Rino Fisichella, arzobispo titular de Vicohabentia y presidente del Pontificio Consejo para la Promoción de la Nueva Evangelización,  afirmó que aunque en Lumen fidei se retomen algunas intenciones y contenidos propios del magisterio de Benedicto XVI, se debe considerar plenamente un texto del papa Francisco. Según Fisichella, en la encíclica se puede encontrar su estilo personal, considerando que «la inmediatez de las expresiones que utiliza, la riqueza de las imágenes que usa como referencia y la peculiaridad de algunas citas de autores antiguos y modernos hacen de este texto una verdadera introducción a su magisterio».

### Publicación
La encíclica fue publicada en siete idiomas el viernes 5 de julio de 2013 por la Librería Editora Vaticana, que se encarga de la publicación de las actas y documentos del sumo pontífice y de la Santa Sede,  y al mismo tiempo por otras editoriales. En su primer mes, solo en italiano y en la versión de la Librería Vaticana, se convirtió en un best seller vendiendo más de 200 000 ejemplares.

## Síntesis

### Introducción
El papa Francisco expone en la introducción los motivos de la publicación de esta encíclica. En ella busca recuperar el carácter luminoso de la fe, que ilumina la existencia del ser humano y le ayuda a distinguir el bien del mal; especialmente en la actualidad, una época —señala Francisco— en la que la fe se ve como una luz ilusoria que impide al hombre seguir en la búsqueda del saber y que coarta su libertad.
Por otra parte, la carta Lumen fidei, publicada en el marco del Año de la Fe (que se celebra 50 años después del Concilio Vaticano II), quiere revitalizar la percepción de la amplitud de horizontes que abre la fe para confesarla en la unidad y en toda su integridad.
El papa escribe que «quien cree ve»; pues la fe sería un don de Dios que, alimentada y fortalecida, es capaz de iluminar la existencia del hombre. Explica que la fe cristiana proviene del pasado, de la memoria de la vida de Cristo y de su resurrección; pero también procede del futuro abriendo nuevos horizontes a los creyentes y llevándolos hacia la comunión, más allá de su «yo» aislado.

### Capítulo primero: Hemos creído en el amor

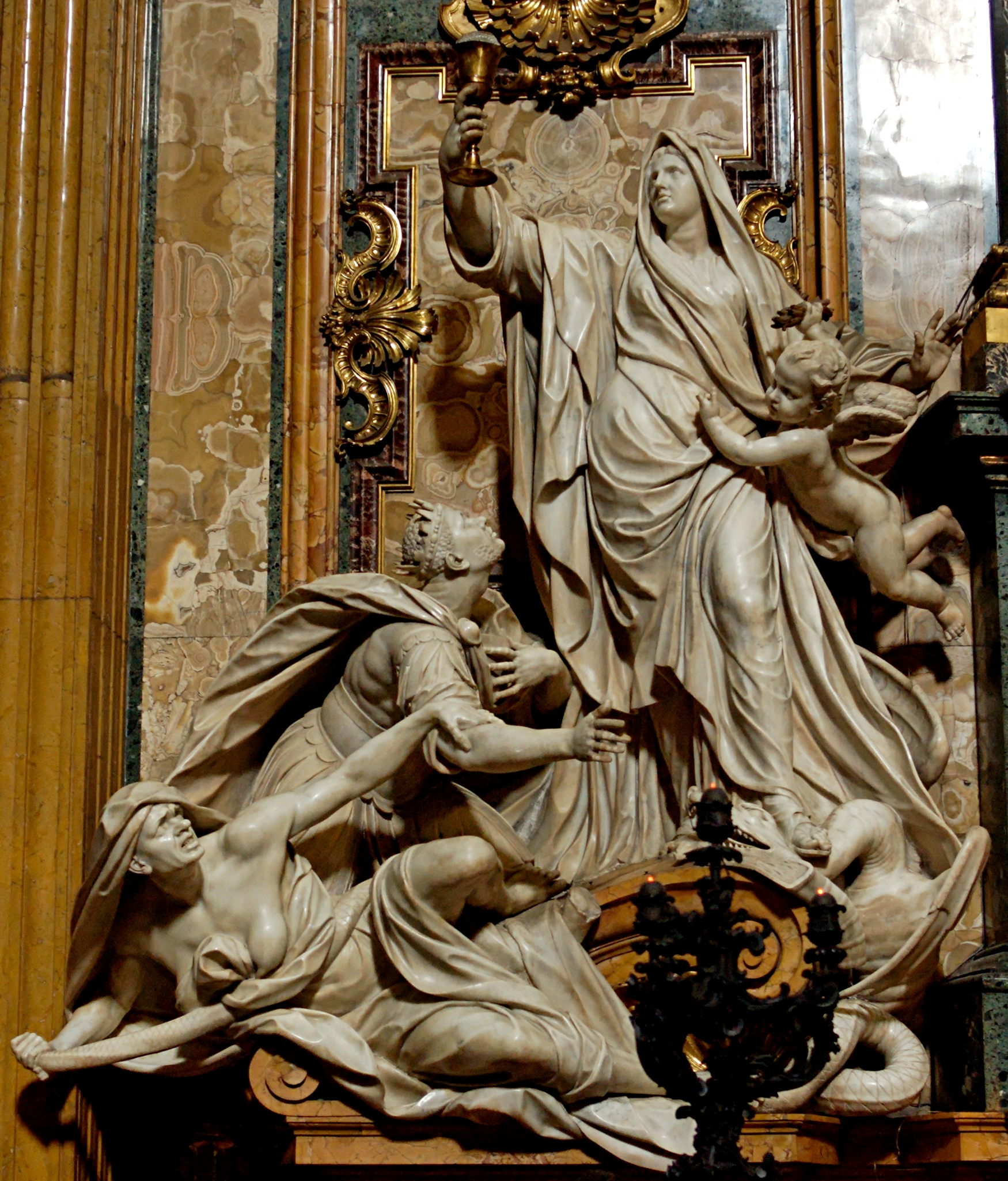
Triunfo de la fe sobre la idolatría, obra de Jean-Baptiste Théodon, situada en la Iglesia del Gesù de Roma.

La fe se explica aquí como una escucha de la Palabra de Dios, que llama a salir de la propia persona y abrirse a una nueva vida; y que al mismo tiempo es una promesa de futuro que gracias a la esperanza hace posible la continuidad del camino existencial del hombre. El Dios que llama al ser humano no sería un Dios extraño, sino un Dios paternal, fuente de bondad que es causa de todo. El papa explica que la fe es confiarse al amor y a la misericordia de Dios, que acoge y perdona, que «sostiene y orienta la existencia»; y dejarse transformar una y otra vez por su llamada. Es volverse a Dios lo que hace que el hombre sea estable y se aleje de los ídolos. La idolatría sería lo contrario a la fe, que dispersa al hombre en múltiples deseos y que «no presenta un camino, sino una multitud de senderos, que no llevan a ninguna parte, y forman más bien un laberinto».
Jesús sería el mediador entre las personas y una verdad superior, una manifestación del amor de Dios, pues él revela con su muerte su amor por los hombres. Cristo resucitado es un «testigo fiable» a través del que Dios actúa realmente en la historia y determina su destino. En el documento, se señala que Cristo es alguien que «nos explica a Dios», y por eso los cristianos aceptan su Palabra y creen en él cuando lo acogen en sus vidas y se confían a Jesús.
Gracias a la fe, el hombre se abre a un amor que es la acción propia del Espíritu Santo, en el que se confiesa a Dios dentro del cuerpo de la Iglesia como una «comunión real de los creyentes». Así, los cristianos serían un único cuerpo sin perder su individualidad y es en el servicio a los demás cuando cada persona gana su propio ser. Por ese motivo la fe —señala el pontífice— no puede ser nunca «algo privado, una concepción individualista, una opinión subjetiva», sino que está «destinada a pronunciarse y a convertirse en anuncio».

### Capítulo segundo: Si no creéis, no comprenderéis

Velas en la Basílica del Santo Sepulcro de Jerusalén. La fe se presenta en la encíclica como una luz que ilumina al ser humano.

Este capítulo se centra en la relación entre la fe y la razón; así como el relativismo (un tema clásico en la teología de Joseph Ratzinger) que se relaciona con el moderno rechazo a cualquier afirmación de verdad absoluta, ya que esta última se muestra como la raíz de los fanatismos que ineludiblemente desembocan en violencia. El rechazo de la verdad se presenta como «el gran olvido» del mundo actual, que se rige por un pensamiento relativista en el que la cuestión sobre Dios ya no interesaría.
Sin embargo, el papa señala el estrecho vínculo entre fe y verdad: «la fe, sin verdad, no salva, no da seguridad a nuestros pasos. Se queda en una bella fábula, proyección de nuestros deseos de felicidad». Para él, debido a la «crisis de verdad» en la que se encuentra la sociedad contemporánea, es más necesario que nunca subrayar esta conexión, ya que en la actualidad se tiende a aceptar únicamente la «verdad tecnológica», lo que se puede construir y medir científicamente, o las verdades del individuo («lo que cada uno siente dentro de sí, válidas sólo para uno mismo») que no contribuyen al bien común.
La encíclica además subraya la relación entre fe y amor, entendiendo a este último no como un sentimiento temporal «que va y viene», sino como un amor de Dios que transforma al ser humano interiormente y le hace ver la realidad de un modo nuevo. De este modo, puesto que ambas cosas están ligadas, «amor y verdad no se pueden separar», pues solo el verdadero amor resiste al tiempo y puede convertirse en fuente de conocimiento. Ya que verdad es la del amor de Dios, el papa señala que la fe no puede ser intransigente, no se impone con la violencia ni aplasta al individuo; rechazando las posturas que identifican la fe con la imposición intransigente de los totalitarismos, ya que la seguridad de la fe es la que hace posible el testimonio y el diálogo.

### Capítulo tercero: Transmito lo que he recibido
«Quien se ha abierto al amor de Dios, no puede retener ese regalo para sí mismo», escribe el papa. En este capítulo señala la importancia de compartir la fe, de la evangelización; pues «la luz de Cristo brilla como en un espejo en el rostro de los cristianos» y así se transmite de unos a otros, mediante el contacto, de generación en generación. También la fe abre el individuo a la comunidad y se da dentro de la comunión de la Iglesia. Por este motivo, ya que es «imposible creer cada uno por su cuenta», el creyente «nunca está solo, porque la fe tiende a difundirse, a compartir su alegría con otros», escribe Francisco.
El Papa señala la importancia de los sacramentos como un «medio particular» en el que la fe se puede transmitir. Esta fe es una única fe «compartida por toda la Iglesia, que forma un solo cuerpo y un solo Espíritu», pues se dirige a un único Dios. Es por este motivo que la fe debe ser confesada siempre de manera íntegra, en toda su pureza; ya que eliminar algo a la fe sería suprimir algo a la verdad revelada.

### Capítulo cuarto: Dios prepara una ciudad para ellos

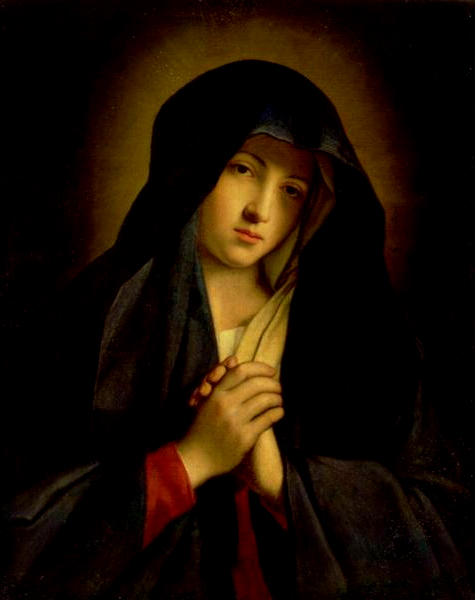
La Virgen María se muestra como un icono perfecto de la fe. En la imagen, La Virgen de los Dolores, de Il Sassoferrato.

La fe se relaciona con el bien común en cuanto que nace del amor de Dios y hace fuertes los lazos entre las personas. Se pone al servicio del derecho, la justicia y la paz; y por tanto, no aísla del mundo al individuo sino que «la luz de la fe» capta el fundamento último de las relaciones humanas y las pone al servicio del bien común. En cambio, el papa advierte de que sin el amor fiable de Dios, del que nace la fe, la unidad entre los hombres se basaría únicamente en el interés individual, la utilidad o el miedo; por lo que la fe ayuda al ser humano a edificar la sociedad.
Entre los ámbitos que son «iluminados por la fe» se encontrarían la familia, fundada en el matrimonio, que se entiende como una «unión estable de un hombre y una mujer» y que fundado sobre Cristo, promete «un amor para siempre»; los jóvenes, que «manifiestan la alegría de la fe, el compromiso de vivir una fe cada vez más sólida y generosa»; las relaciones sociales, puesto que la fe da un nuevo significado a la fraternidad universal entre los hombres que no es una simple igualdad, sino que los considera a todos hermanos hijos de Dios; la naturaleza, que la fe anima a respetar y a «buscar modelos de desarrollo que no se basen sólo en la utilidad y el provecho»; así como la muerte y el sufrimiento, al que el cristiano le puede dar sentido convirtiéndolo en un acto de amor de Dios, quien acompaña al ser humano en sus dificultades y le da esperanza.
El capítulo concluye con una invitación a imitar a María como «icono perfecto de la fe», ya que como madre de Jesús, ha concebido fe y alegría. Incluye también una oración a la Virgen para que ayude a la fe de los hombres, recuerde a los creyentes que nunca están solos y los enseñe a «mirar con los ojos de Jesús», para que él sea la luz de su camino.